# Ben Wigmore
Ben Wigmore, född den 17 januari 1982 i Adelaide i Australien, är en australisk professionell basebollspelare som tog silver vid olympiska sommarspelen 2004 i Aten.
Wigmore spelade 2010-2011 i Australien.